# 郝明金
郝明金（1956年12月—），山东嘉祥人，中华人民共和国政治人物，副国级领导人。山东师范大学历史系本科毕业，东北师范大学历史系世界史专业硕士毕业，中国政法大学法学院诉讼法学专业在职博士学位。现任第十四届全国人民代表大会常务委员会副委员长、中国民主建国会中央委员会主席。

## 生平

### 山东省
1971年12月参加工作，任山东省菏泽地区邮电局报务员。1974年2月，任梁山县邮电局报务员。1975年12月，任菏泽地区邮电局报务员。1978年10月，在山东师范大学历史系学习。1982年9月，在东北师范大学历史系世界史专业读硕士研究生。1985年7月，进入山东大学法律系，任教师。1987年9月，任讲师（其间：1989年1月-1990年6月，赴美国格兰布林大学进修）。1992年1月，任讲师、主任助理。1992年12月，任副教授、主任助理。1993年4月，任副主任、副教授。1994年3月，任山东大学法学院副院长、副教授。
1996年12月，任山东省高级人民法院副院长（其间：2001年9月-2004年9月，在中国政法大学法学院诉讼法学专业读博士研究生；2003年12月，正厅级、一级高级法官）。2004年2月加入中国民主建国会。2007年5月，任民建山东省委主委，山东省高级人民法院副院长（正厅级）。

### 监察部
2007年12月，任中华人民共和国监察部副部长，民建中央常委。2008年5月，兼任中国监察学会会长。2012年12月，任监察部副部长，民建中央副主席，中国监察学会会长。2016年12月，任民建中央常务副主席。2017年1月，不再担任监察部副部长。
2008年，当选第十一届全国政协委员，代表中国民主建国会，分入第七组，并担任社会和法制委员会专委。

### 全国人大
2018年，任第十三届全国人大常委会副委员长。
2017年12月20日，在中国民主建国会第十一次全国代表大会上当选为民建中央主席。
2020年12月，美国国务院宣布因香港問題制裁全国人大常委会14名副委员长，郝明金在列其中。2023年3月10日，在第十四届全国人大上，继续当选为全国人大常委会副委员长。